# Maslinasti guan
Maslinasti guan (lat. Penelope marail) je vrsta ptice iz roda Penelope, porodice Cracidae. Živi u Brazilu, Francuskoj Gvajani, Gvajani, Surinamu i Venecueli. Prirodna staništa su joj suptropske i tropske vlažne nizinske šume.